# 1 000 mètres féminin de patinage de vitesse sur piste courte aux Jeux olympiques de 2022
Navigation
Pyeongchang 2018 Milan-Cortina 2026
L'épreuve féminine du 1 000 mètres de patinage de vitesse sur piste courte aux Jeux olympiques de 2022 a lieu les 9 février 2022 et 11 février 2022 au Palais omnisports de la capitale de Pékin.

## Médaillées
| Or                            | Argent                         | Bronze                   |
| Suzanne Schulting ( Pays-Bas) | Choi Min-jeong ( Corée du Sud) | Hanne Desmet ( Belgique) |

## Résultats

### Séries
| Rang | Poule | Patineuse             | Pays            | Temps          | Notes |
| ---- | ----- | --------------------- | --------------- | -------------- | ----- |
| 1    | 1     | Choi Min-jeong        | Corée du Sud    | 1 min 28 s 053 | Q     |
| 2    | 1     | Selma Poutsma         | Pays-Bas        | 1 min 28 s 115 | Q     |
| 3    | 1     | Anna Vostrikova       | Russie (OAR)    | 1 min 28 s 290 | q     |
| 4    | 1     | Kathryn Thomson       | Grande-Bretagne | 1 min 30 s 037 |       |
| 1    | 2     | Suzanne Schulting     | Pays-Bas        | 1 min 27 s 292 | Q     |
| 2    | 2     | Han Yutong            | Chine           | 1 min 27 s 401 | Q     |
| 3    | 2     | Corinne Stoddard      | États-Unis      | 1 min 27 s 528 | q     |
| 4    | 2     | Shione Kaminaga       | Japon           | 1 min 28 s 465 |       |
| 1    | 3     | Qu Chunyu             | Chine           | 1 min 30 s 342 | Q     |
| 2    | 3     | Xandra Velzeboer      | Pays-Bas        | 1 min 30 s 454 | Q     |
| 3    | 3     | Gwendoline Daudet     | France          | 1 min 31 s 734 |       |
| 4    | 3     | Zsófia Kónya          | Hongrie         | DNF (chute)    |       |
| 1    | 4     | Arianna Fontana       | Italie          | 1 min 30 s 066 | Q     |
| 2    | 4     | Sumire Kikuchi        | Japon           | 1 min 30 s 154 | Q     |
| 3    | 4     | Olga Tikhonova        | Kazakhstan      | 1 min 56 s 438 |       |
| PEN  | 4     | Sofia Prosvirnova     | ROC             |                | PEN   |
| 1    | 5     | Maame Biney           | États-Unis      | 1 min 27 s 859 | Q     |
| 2    | 5     | Lee Yu-bin            | Corée du Sud    | 1 min 27 s 862 | Q     |
| 3    | 5     | Zhang Chutong         | Chine           | 1 min 27 s 910 | q     |
| 4    | 5     | Kim Boutin            | Canada          | DNF chute      |       |
| 1    | 6     | Courtney Sarault      | Canada          | 1 min 27 s 798 | Q     |
| 2    | 6     | Hanne Desmet          | Belgique        | 1 min 27 s 836 | Q     |
| 3    | 6     | Kim Alang             | Corée du Sud    | 1 min 28 s 680 |       |
| 4    | 6     | Yuki Kikuchi          | Japon           | 1 min 28 s 764 |       |
| 1    | 7     | Natalia Maliszewska   | Pologne         | 1 min 29 s 610 | Q     |
| 2    | 7     | Ekaterina Efremenkova | ROC             | 1 min 29 s 734 | Q     |
| 3    | 7     | Alyson Charles        | Canada          | 1 min 29 s 863 | ADV   |
| PEN  | 7     | Tifany Huot-Marchand  | France          |                | PEN   |
| 1    | 8     | Kristen Santos        | États-Unis      | 1 min 28 s 237 | Q     |
| 2    | 8     | Petra Jászapáti       | Hongrie         | 1 min 28 s 392 | Q     |
| 3    | 8     | Cynthia Mascitto      | Italie          | 1 min 28 s 471 |       |
| 4    | 8     | Kamila Stormowska     | Pologne         | 1 min 28 s 567 |       |

### Quarts de finale
| Rang | Poule | Patineuse             | Pays         | Temps                | Notes |
| ---- | ----- | --------------------- | ------------ | -------------------- | ----- |
| 1    | 1     | Suzanne Schulting     | Pays-Bas     | 1 min 26 s 514       | QWR   |
| 2    | 1     | Xandra Velzeboer      | Pays-Bas     | 1 min 26 s 592       | Q     |
| 3    | 1     | Corinne Stoddard      | États-Unis   | 1 min 27 s 912       |       |
| 4    | 1     | Qu Chunyu             | Chine        | 1 min 28 s 355       |       |
| 5    | 1     | Han Yutong            | Chine        | 1 min 31 s 638       |       |
| 1    | 2     | Lee Yu-bin            | Corée du Sud | 1 min 29 s 120       | Q     |
| 2    | 2     | Maame Biney           | États-Unis   | 1 min 29 s 225       | Q     |
| 3    | 2     | Ekaterina Efremenkova | ROC          | 1 min 29 s 434       |       |
| 4    | 2     | Anna Vostrikova       | Russie (OAR) | 1 min 30 s 021       |       |
| 5    | 2     | Natalia Maliszewska   | Pologne      | 1 min 48 s 908       |       |
| 1    | 3     | Arianna Fontana       | Italie       | 1 min 29 s 324       | Q     |
| 2    | 3     | Hanne Desmet          | Belgique     | 1 min 29 s 388       | Q     |
| 3    | 3     | Courtney Sarault      | Canada       | 1 min 29 s 450       |       |
| 4    | 3     | Zhang Chutong         | Chine        | 1 min 29 s 755       |       |
| 5    | 3     | Sumire Kikuchi        | Japon        | 1 min 37 s 170 chute |       |
| 1    | 4     | Kristen Santos        | États-Unis   | 1 min 28 s 393       | Q     |
| 2    | 4     | Choi Min-jeong        | Corée du Sud | 1 min 28 s 722       | Q     |
| 3    | 4     | Petra Jászapáti       | Hongrie      | 1 min 28 s 786       |       |
| 4    | 4     | Selma Poutsma         | Pays-Bas     | 1 min 29 s 077       |       |
| 5    | 4     | Alyson Charles        | Canada       | 1 min 30 s 161       |       |

### Demi-finales
| Rang | Poule | Patineuse         | Pays         | Temps          | Notes |
| ---- | ----- | ----------------- | ------------ | -------------- | ----- |
| 1    | 1     | Suzanne Schulting | Pays-Bas     | 1 min 28 s 108 | QA    |
| 2    | 1     | Hanne Desmet      | Belgique     | 1 min 28 s 166 | QA    |
| 3    | 1     | Lee Yu-bin        | Corée du Sud | 1 min 27 s 170 | QB    |
| 4    | 1     | Maame Biney       | États-Unis   | 1 min 28 s 806 | QB    |
| 5    | 1     | Petra Jászapáti   | Hongrie      | 1 min 28 s 827 | QB    |
| 1    | 2     | Kristen Santos    | États-Unis   | 1 min 26 s 783 | QA    |
| 2    | 2     | Arianna Fontana   | Italie       | 1 min 26 s 811 | QA    |
| 3    | 2     | Choi Min-jeong    | Corée du Sud | 1 min 26 s 850 | QA    |
| 4    | 2     | Corinne Stoddard  | États-Unis   | 1 min 27 s 626 | QB    |
| 5    | 2     | Xandra Velzeboer  | Pays-Bas     | 1 min 27 s 777 | QB    |

### Finale B
| Rang | Patineuse        | Pays         | Temps          | Notes |
| ---- | ---------------- | ------------ | -------------- | ----- |
| 1    | Xandra Velzeboer | Pays-Bas     | 1 min 29 s 668 |       |
| 2    | Lee Yu-bin       | Corée du Sud | 1 min 29 s 739 |       |
| 3    | Corinne Stoddard | États-Unis   | 1 min 28 s 845 |       |
| 4    | Petra Jászapáti  | Hongrie      | 1 min 30 s 249 |       |
| 5    | Maame Biney      | États-Unis   | 1 min 30 s 736 |       |

### Finale A
| Rang | Patineuse         | Pays         | Temps          | Notes |
| ---- | ----------------- | ------------ | -------------- | ----- |
| 1    | Suzanne Schulting | Pays-Bas     | 1 min 28 s 391 |       |
| 2    | Choi Min-jeong    | Corée du Sud | 1 min 28 s 443 |       |
| 3    | Hanne Desmet      | Belgique     | 1 min 28 s 928 |       |
| 4    | Kristen Santos    | États-Unis   | 1 min 42 s 745 |       |
| PEN  | Arianna Fontana   | Italie       | PEN            |       |